# Роксана Перес
Карла Гонсалес (англ. Carla Gonzalez, род. 5 ноября 2001, Ларедо, Техас) — американская женщина-рестлер, в настоящее время выступающая в WWE на бренде NXT под именем Роксана Перес (англ. Roxanne Perez), где является действующей чемпионкой NXT среди женщин.
Она известна по своей работе в Ring of Honor по именем Рок-Си (англ. Rok-C), где она была первой в истории чемпионкой мира среди женщин ROH.

## Карьера в рестлинге

### Ранняя карьера (2018—2022)
Гонсалес начала тренироваться в 13 лет, с 16 лет — под руководством Букера Ти. Она дебютировала в рестлинге в декабре 2018 года под именем Рок-Си, когда начала выступать в промоушене Букера Ти Reality of Wrestling. Её имя происходит от имени Скалы, поскольку она была его фанаткой, она «немного поменяла буквы, а затем использовала тире… „Си“ означает мое имя Карла (англ. Carla)». Рок-Си провела большую часть своего дебютного года, выступая за промоушен в своем родном штате Техас.

### Ring of Honor (2021—2022)
В апреле 2021 года Гонсалес начала выступать в Ring of Honor под именем Рок-Си. Она дебютировала в команде с Макс Импалер в матче против Лейни Лак и Хайан. Затем Рок-Си приняла участие в турнире за титул чемпиона мира ROH среди женщин, где одержала победу над Анжелиной Лав, Суми Сакаи и Куинн Маккей. В финале турнира на Death Before Dishonor XVIII она победила Миранду Элиз и стала первой чемпионкой мира среди женщин ROH и самой молодой чемпионкой в истории компании в 19 лет. Её первая защита титула состоялась 26 ноября в эпизоде Ring of Honor Wrestling, где она победила Джию Скотт. 27 октября 2021 года Рок-Си вместе с остальным персоналом ROH была освобождена от контракта, так как компания уходила на перерыв. На Final Battle Рок-Си успешно сохранила свое чемпионство против Уиллоу Найтингейл, что стало последним PPV-шоу ROH перед перерывом. После матча она столкнулась с бывшей чемпионкой Impact среди нокаутов и действующей чемпионкой AAA Деонной Пурраццо, которая предложила провести матч «победитель получает всё» на одном из будущих шоу Impact Wrestling. Матч состоялся в эпизоде Impact! от 13 января, где она проиграла женское чемпионство ROH в матче против Пурраццо, которая также поставила на кон титул AAA.

### WWE (с 2022)
В марте 2022 года было подтверждено, что Гонсалес подписала контракт с WWE. В апреле 2022 года она подтвердила на своей странице в Твиттере, что будет выступать под новым именем Роксана Переc. Перес дебютировала в WWE 15 апреля в эпизоде NXT Level Up, где она победила Слоан Джейкобс. Свое первое выступление на NXT она сделала 19 апреля, победив Джейси Джейн. В мае и июне Перес участвовала в турнире NXT Women's Breakout Tournament, и победила, одолев в финале Тиффани Стрэттон, и заработала контракт на чемпионский титул по своему выбору.

## Титулы и достижения
- New Texas Pro Wrestling
  - Женский чемпион New Texas Pro (1 раз)[9]
- Pro Wrestling Illustrated
  - № 28 в топ 150 женщин-рестлеров в рейтинге PWI Women’s 150 в 2021[10]
- Renegade Wrestling Revolution
  - Чемпион Лисиц RWR (1 раз)[11]
- Ring of Honor
  - Чемпион мира ROH среди женщин (1 раз, первая)[12]
  - ROH Women’s World Championship Tournament (2021)[12]
  - Награды по итогам года ROH (2 раза)
    - Женщина-рестлер года (2021)[13]
    - Лучшая новая звезда (2021)[14]
- Reality of Wrestling
  - Чемпион дивизиона Бриллиантов ROW (1 раз)
- Sabotage Wrestling
  - Чемпионат по войне полов Sabotage (раз)[15]
- WWE
  - NXT Women’s Breakout Tournament (2022)[16]
  - Командный чемпион NXT среди женщин (2 раза)[17] — с Корой Джейд (1), самостоятельно (1)[примечание 1]
  - Чемпион NXT среди женщин (2 раза)

### Комментарии
1. ↑  Официально WWE учитывают два чемпионства за Перес. После предательства её командной партнёрши Коры Джейд и отказа последней от титула, Перес числилась чемпионкой одна. Это чемпионство в семь дней считается вторым.